# Zračna luka Honiara
Zračna luka Honiara (IATA: HIR, ICAO: AGGH) je zračna luka u Salomonskim Otocima. Prije je bila poznata pod nazivom letjelište Henderson. Jedina je međunarodna zračna luka na Salomonskim Otocima i smještena je osam kilometara od glavnog grada Honiare, na otoku Guadalcanalu.
Nadzor nad letjelištem bio je u fokusu višemjesečnih borbi kod Guadalcanala tijekom II. svjetskog rata. Godine 1942. letjelište je gradila Carska japanska vojska, kada su ga osvojile američke snage. Ime je dobilo po američkom marincu bojniku Loftonu Hendersonu, zapovjedniku VMSB-241 koji je poginuo tijekom bitke kod Midwaya dok je vodio svoju eskadrilu protiv japanskog nosača, postavši prvi marinski pilot koji je poginuo tijekom bitke.

## Vanjske poveznice
- worldaerodata.com  Arhivirana inačica izvorne stranice od 8. kolovoza 2011. (Wayback Machine)